# 湖南町舘
湖南町舘（こなんまち たて）は、福島県郡山市の大字である。郵便番号は963-1412。

## 地理
郡山市南西部の湖南地区に属する。北西側で猪苗代湖に面し、北で湖南町横沢、北東で湖南町浜路、東で逢瀬町多田野、南で湖南町舟津(飛地）、湖南町中野、西で湖南町舟津と隣接する。概ね町村制施行以前の安積郡舘村の流れを汲む地域である。一級水系阿賀野川水系幹道川右岸域、舘川流域と舟津川右岸支流の中川中流右岸域を主な範囲とする。大部分を山地が占め、猪苗代湖に面する北側は湖沿いの平地に水田が広がり、南側の山裾の福島県道9号猪苗代湖南線沿いに集落が位置する。舘川上流部の山あいの平地は畑が広がる。湖南町舟津に所在する郡山北警察署舟津駐在所、及び湖南町三代に所在する郡山消防署湖南分署がそれぞれ管轄にあたる。

### 主な字
字
- 舘
- 糀屋
- 荒町
- 下ノ宮
- 伊勢ノ前

### 山岳
- 岩上山

### 河川・湖沼
一級水系阿賀野川水系
- 猪苗代湖
  - 幹道川
  - 舘川
  - 中川（舟津川支流）
    - 奈良沢川

## 歴史
- 1879年1月27日 - 会津藩領舘村が福島県内における郡区町村制の施行により安積郡の村となる。
- 1889年4月1日 - 町村制の施行により舘村が舟津村、横沢村、浜路村と合併し安積郡月形村が発足する。旧舘村域は月形村の大字となる。
- 1955年3月31日 - 月形村が周辺4村との合併により湖南村が発足し、湖南村の大字となる。
- 1965年5月1日 - 湖南村が郡山市、安積郡全町村および田村郡田村町と合併し新たな郡山市が設立され、郡山市の大字となる。

## 世帯数と人口
2024年1月1日現在の世帯数と人口は以下の通りである。
| 大字     | 世帯数 | 人口  |
| -------- | ------ | ----- |
| 湖南町舘 | 82世帯 | 196人 |

## 小・中学校の学区
市立小・中学校に通う場合、学区は以下の通りとなる。
| 番地 | 小学校             | 中学校             |
| ---- | ------------------ | ------------------ |
| 全域 | 郡山市立湖南小学校 | 郡山市立湖南中学校 |

## 交通

### 道路
- 福島県道6号郡山湖南線
  - 三森バイパス
- 福島県道9号猪苗代湖南線
- 一級市道7号舘線

## 施設
- 旧郡山市立月形小学校
- 舘浜湖水浴場
- 飯盛寺
- 岩上神社
- 御札神社
- 茶臼館跡
- 舘の大マユミ